# Victor Mendes
Victor Manuel Valentim Mendes es un torero (matador de toros) portugués nacido en Marinhais, el 14 de febrero de 1959, generalmente considerado el de mayor prestigio de su país de los años ochenta y noventa, destacando principalmente por la suerte de las banderillas de la que era un gran especialista. 

## Trayectoria
Debutó con picadores en 1978 y como novillero llegó Madrid en 1980. La alternativa se la dio el mítico Palomo Linares el 13 de septiembre de 1981 siendo testigo el reconocido maestro José María Manzanares, el evento tuvo lugar en Barcelona y el diestro cortó 3 orejas a los toros de la ganadería de Carlos Núñez. Confirmará la alternativa en mayo del año siguiente compartiendo cartel con dos maestros en la suerte de banderillas como Luis Francisco Esplá y Morenito de Maracay. En 1984 abre la puerta grande de la monumental de Madrid tras cortar una oreja a cada uno de sus toros del afamado ganadero Victorino Martín. Repetiría el éxito en 1987 esta vez tras cortar tres orejas. 
Durante los ochenta y los noventa es una primera figura del toreo, asiduo en los principales festejos taurinos de España además de las ferias francesas de Nimés y en las plazas americanas. El peor percance que ha sufrido toreando le sucedió en el 2002 cuando un toro le empitonó la pierna y fueron necesarios cincuenta puntos para restaurarle la herida. 
Desde 1998 sus corridas se han ido reduciendo hasta que en los últimos tiempos solo se le ve en festivales.